# Serqueux (Seine-Maritime)
Serqueux ist eine französische Gemeinde mit 948 Einwohnern (Stand 1. Januar 2022) im Département Seine-Maritime in der Region Normandie.

## Geografie
Im Gemeindegebiet von Serqueux entspringt die Andelle, ein 57 Kilometer langer Nebenfluss der Seine. Serqueux hat einen Bahnhof an der Bahnstrecke Saint-Roch–Darnétal. Nachbargemeinden sind Beaubec-la-Rosière im Nordwesten, Compainville im Norden, Le Thil-Riberpré im Osten, Le Fossé und Forges-les-Eaux im Süden und Roncherolles-en-Bray im Westen.

## Geschichte
Bei der Bombardierung des Bahnhofs, am 6. September 1943, wurden weite Teile der Stadt zerstört. 
Jackie Dufresnoy ist seit 2004 Bürgermeister.

### Bevölkerungsentwicklung
| 1962 | 1968 | 1975 | 1982 | 1990 | 1999 | 2009 | Quelle |
| ---- | ---- | ---- | ---- | ---- | ---- | ---- | ------ |
| 879  | 816  | 767  | 764  | 853  | 987  | 1031 | [ 1 ]  |